# Lindsey Carmichael
Lindsey Ann Carmichael es una medallista de bronce paralímpica en tiro con arco estadounidense.

## Biografía
Pasó sus primeros años en Uvalde, Texas, se mudó a Austin y luego a Lago Vista, Texas, donde asistió a la escuela intermedia y secundaria. Diagnosticada a la edad de 4 años con el síndrome de McCune-Albright, experimentó una serie de fracturas óseas (pierna, cadera y brazo) y cirugías para remediar el impacto de la enfermedad. Esto requirió que usara moldes para el cuerpo, muletas y una silla de ruedas en varios momentos. Sus fémures y tibias fueron finalmente enchapados con varillas de acero y titanio. 

## Carrera de tiro con arco
A los trece años, mientras estaba en la escuela secundaria, un maestro de matemáticas la escuchó hablar con un amigo sobre la falta de opciones de educación física para estudiantes en sillas de ruedas como ella. Él le sugirió que intentara el tiro con arco. Se convirtió en arquera del Archery Country JOAD, participando semanalmente. JOAD es el acrónimo de la Asociación Nacional de Tiro con Arco para "Desarrollo de Tiro con Arco Olímpico Junior". En los años siguientes, estableció una serie de récords en su grupo de edad, compitiendo tanto en la categoría apta como en la de arquera con discapacidades, estableciendo numerosos récords a nivel estatal de Texas, nacional e incluso mundiales. Se sometió a un procedimiento quirúrgico de 16 horas para cambiar 2.5   cm de hueso de un fémur a otro en diciembre de 2002 en la Clínica Mayo de Rochester, sufriendo una fractura de cadera en el proceso y tuvo que aprender a caminar nuevamente. Compitió en un torneo nacional de EE. UU. solo unos meses después, terminando en la posición número 47 de 71 arqueros. Representó a Estados Unidos en torneos internacionales a partir de 2003 en el Campeonato Paralímpico Internacional en Madrid, España, donde ganó un puesto los Juegos Paralímpicos de 2004.

## Juegos Paralímpicos de Atenas
Mientras estuvo en los Juegos Paralímpicos de Atenas en 2004, estableció un récord mundial de 603 (de un posible de 720) disparando a 70 metros a un objetivo de 122cm durante la ronda de clasificación. Finalmente terminó sexta en Atenas. 
El 1 de abril de 2005, ocupó el octavo lugar entre todas las arqueras recurrentes sin discapacidad en los Estados Unidos, terminando en segundo lugar en el torneo de tiro con arco de Texas Shootout como sénior femenina (sin discapacidad). Continuó compitiendo, mientras asistía a la Universidad de Texas con una doble especialización en inglés e historia, representando a los Estados Unidos asistiendo a competiciones en Corea, Eslovaquia e Inglaterra. 
Logró el estatus de All-American y Academic All-American como arquera en 2006 y 2007 para UT. En 2006 terminó en 5.º lugar en el Campeonato Nacional de Tiro con Arco de Estados Unidos.

## Juegos Paralímpicos de Pekín
En 2008, terminó la competencia para los Estados Unidos en Juegos Paralímpicos de Pekín con una medalla de bronce al disparar un puntaje de 105 (de un posible 120), el puntaje recurrente más alto del día. Esta fue la primera vez desde 1984 que una estadounidense ganaba una medalla en la competencia de tiro con arco paralímpico, y la primera vez en 24 años que una estadounidense se clasificaba en una competencia de tiro con arco individual en cualquier juego olímpico.
Durante su tiempo en Pekín, mantuvo un blog llamado Rings and Arrows, que recibió cierta atención después de la exposición a Metaquotes. 

## Experiencia colegiada
Regresó a la Universidad de Texas, donde fue seleccionada para ser miembro de la sociedad de honor más antigua del campus, la Sociedad de Frailes, y para completar sus estudios y continuar filmando. En la UT recibió tres veces el Academic All-American, representó a su escuela y a su país en el Campeonato Mundial de Tiro con Arco de 2006 en Eslovaquia, y ofreció lecciones para principiantes e intermedias en el UT Archery Club. Mientras estudiaba a tiempo completo para sus títulos en inglés e historia, completó con éxito varias novelas de 50,000 palabras en el proyecto del Mes Nacional de Escritura de Novelas mientras estaba en UT. También trabajó continuamente como asistente administrativa en la Iglesia Metodista Unida Trinity en Austin. En 2009 como estudiante sobresaliente fue honrada con el premio Mike Wacker por la Asociación de Padres de Texas. Ganó numerosos premios de escritura en el Departamento de Inglés durante su tiempo en UT, incluida una beca conmemorativa única que se resume mejor en un artículo de la publicación bimestral de la Asociación UT Exes, The Alcalde. Justo antes de su graduación en mayo de 2011, fue honrada como una de los doce estudiantes de Artes Liberales de toda la clase de graduados reconocida con el "Premio de Graduado Distinguido del Decano". Es miembro vitalicio de la Asociación de Exes de la Universidad de Texas.